# Colosseum (Kino)
Das Colosseum ist ein Kino im Gleimviertel des Berliner Ortsteils Prenzlauer Berg (Bezirk Pankow) an der Schönhauser Allee Ecke Gleimstraße. Das Gebäude entstand um 1892 für die Große Berliner Pferde-Eisenbahn. Später wurde es mehrfach umgebaut und umgenutzt und dient seit 1924 als Filmvorführeinrichtung. Nach dem Tod von Artur Brauner als vorerst letztem Eigentümer im Jahre 2019 mussten die Erben Insolvenz anmelden und das Haus stand zum Verkauf. Im Jahr 2022 fand sich ein Projektentwickler als Käufer, der die Kultureinrichtung wiederbeleben will. Derzeit wird in einigen der ehemaligen Säle wieder ein Kinobetrieb durchgeführt. Das Kino steht als Gesamtanlage unter Denkmalschutz.

## Lage
Das etwa 12 Meter hohe eingeschossige Bauwerk steht in der Gleimstraße an der Ecke mit der Schönhauser Allee und hat die Postadresse Schönhauser Allee 123. Der Haupteingang befindet sich in der Schönhauer Allee.

## Ende 19. Jahrhundert bis um 1940
Ein Teil des Gebäudes wurde 1894 als Wagenhalle der Großen Berliner Straßenbahn benutzt. Anfangs wurden hier ebenfalls zunächst die Pferde, nach der Umstellung auf elektrischen Betrieb nur noch Busse untergebracht. Eigentümer der Immobilie war die Pferdeeisenbahngesellschaft.
Nach dem Umbau zu einer Kulturstätte nach Plänen von Fritz Wilms und einer Vorplanung von Max Bischoff eröffnete am 12. September 1924 das erste Filmtheater an diesem Ort, das den Namen Colosseum Theater bekam. Es gehörte weiterhin der Stadt Berlin und wurde von der eigens gegründeten Colosseum Theater Betriebsgesellschaft mbH verwaltet. Das Kinotheater verfügte über Sitzplätze für 1000 Besucher, welche hier neben Stummfilmaufführungen auch Varietéveranstaltungen mit Orchesterbegleitung erleben konnten.

## 1940 bis 1989
Zum Ende des Zweiten Weltkriegs wurde das Kino geschlossen, im April/Mai 1945 wurde es zu einem Lazarett.
Am 27. Juli 1945 übernahm das Metropol-Theater, dessen Standort in der Behrenstraße im Krieg zerstört worden war, mit seinen Operettenaufführungen das Gebäude. Im Hungerwinter 1947/48 wurde hier eine Wärmehalle eingerichtet. Das Haus blieb bis 1955 Spielstätte des Metropol-Theaters.
Nach einem siebenmonatigen Umbau durch die Architekten Adalbert Lemke und Friedrich Wildner zum ersten Totalvisionskino der DDR eröffnete am 2. Mai 1957 das Filmtheater Colosseum mit dem DEFA-Film Mazurka der Liebe. Es verfügte über 819 Plätze. In den 1950er und frühen 1960er Jahren war das Colosseum eines der Premierenkinos Ost-Berlins.

## 1989 bis 2020

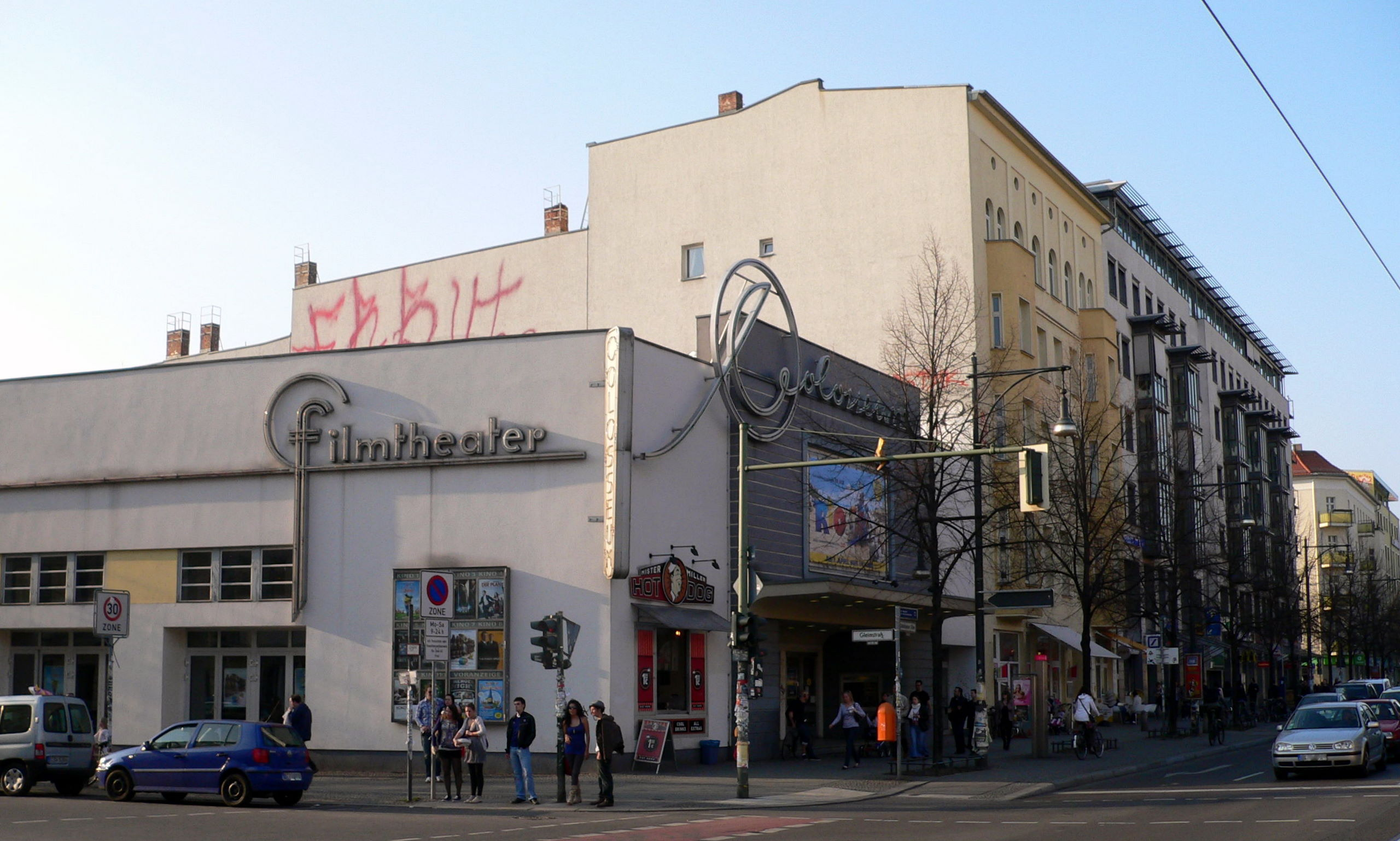
Zustand 2011

Nach der Wende 1989 wurde das staatliche Kino durch die Treuhandanstalt privatisiert. Der Berliner Filmproduzent Artur Brauner und die Sputnik-Gruppe erwarben 1992 das Kino sowie die alten Gebäude des Busdepots auf dem Nachbargrundstück. Ab 1992 übernahm die neu gegründete Sputnik Colosseum Betrieb KG die Führung des Unternehmens. Dieser folgte 1997 eine gemeinsame Betreibergesellschaft mit der Cinemaxx AG und das Colosseum bot nun in zehn Sälen einen Multiplexbetrieb an.
Seit einer grundlegenden Sanierung 1996–97, kombiniert mit einem Neubau auf beiden Grundstücken, besaß das Multiplex-Kino 2800 Plätze in zehn Kinosälen. Doch wegen der zunehmenden Konkurrenz, beispielsweise durch die Eröffnung eines Multiplexkinos in der benachbarten Kulturbrauerei brach der Umsatz des Colosseum massiv ein. Nach der Kündigung durch die Cinemaxx AG übernahm am 1. September 2006 die Firma UCI den Weiterbetrieb des Kinos.
Am 24. März 2020 schloss das Colosseum wegen der COVID-19-Pandemie. Am 22. Mai 2020 meldete der Eigentümer, die Artur-Brauner-Erbengemeinschaft, beim Amtsgericht die Insolvenz des Kinos an, „[...] ein Kinobetrieb sei wirtschaftlich nicht mehr darstellbar“.
Zahlreiche Einwohner von Prenzlauer Berg setzten sich mit Demonstrationen und Onlinepetitionen für den Erhalt des Kinos ein. Auch der Bezirk Pankow möchte das Colosseum als Kulturstandort erhalten.

## Seit 2022
Im Frühjahr 2022 verkündete der Hamburger Projektentwickler Values Real Estate, dass er die Immobilie von Brauners Erben erworben hat, ein Kaufpreis wurde nicht genannt. Er plant nach Sanierung und Umbauarbeiten eine Weiternutzung für kulturelle Zwecke. Values-Chef Thorsten Bischoff will an diesem Ort „lebenswerten neuen urbanen Raum schaffen. […] Wir stehen erst am Beginn unserer Überlegungen […] Das Nutzungskonzept für einen neuen Kino- und Kulturbetrieb als Identifikationspunkt im historischen Saal und eine entsprechende kulturelle Zwischennutzung bis zur Bauphase spielen eine besondere Rolle für uns.“ Es gibt bereits Verhandlungen mit den Organisatoren des Human Rights Film Festival Berlin, dem Jüdischen Filmfestival Berlin und den Veranstaltern von Gamesweekberlin.
Der Entwurf des Architekturbüros TCHOBAN VOSS sieht die Überbauung der alten Wagenhallen der Großen Berliner Straßenbahn mit einem Glasdach und einem Dachgarten vor. Auf 8500 m² sollen in einem L-förmigen Glasbau Büros entstehen, die mit Schwerpunkt an die Kreativwirtschaft vermietet werden sollen. Die übrigen etwa 13.500 m² sollen für andere insbesondere kulturelle Nutzungen wie Kino, Museum und Ausstellungsflächen zur Verfügung stehen. Die Baugenehmigung steht noch aus. (Stand September 2023)
Am 9. September 2023 hat der ehemalige Betreiber des Multiplex-Kinos, Hans-Joachim Flebbe, der die Astor-Filmtheater in Deutschland und den Zoo Palast in Berlin betreibt, den historischen Kinosaal 1 und die Kinosäle 2 und 3 wieder mit einem regulären Kinoprogramm in Betrieb genommen. Die neu gegründete Colosseum Berlin Event GmbH soll in den ehemaligen Kinosälen 4 bis 10 weiterhin Konzerte, Lesungen, und anderen kulturellen Angebote veranstalten. Hauptmieterin und Initiatorin des kulturellen Nutzungskonzeptes für die Zwischen- und Nachnutzung ist die Starlounge GmbH. Die erneute Zwischennutzung ist zuletzt auf zwei Jahre befristet, jedoch bleibt die gesamte Zukunft des Hauses über diesen Zeitraum hinaus nach Recherchen des Tagesspiegels aus dem November 2023 weiterhin ungeklärt.